# Jordan (Philippines)
Pour les articles homonymes, voir Jordan.
Jordan (officiellement municipalité de Jordan : en hiligaïnon Banwa sang Jordan ; en tagalog : Bayan ng Jordan) est une ville de 4e classe, capitale de la province et île de Guimaras aux Philippines.

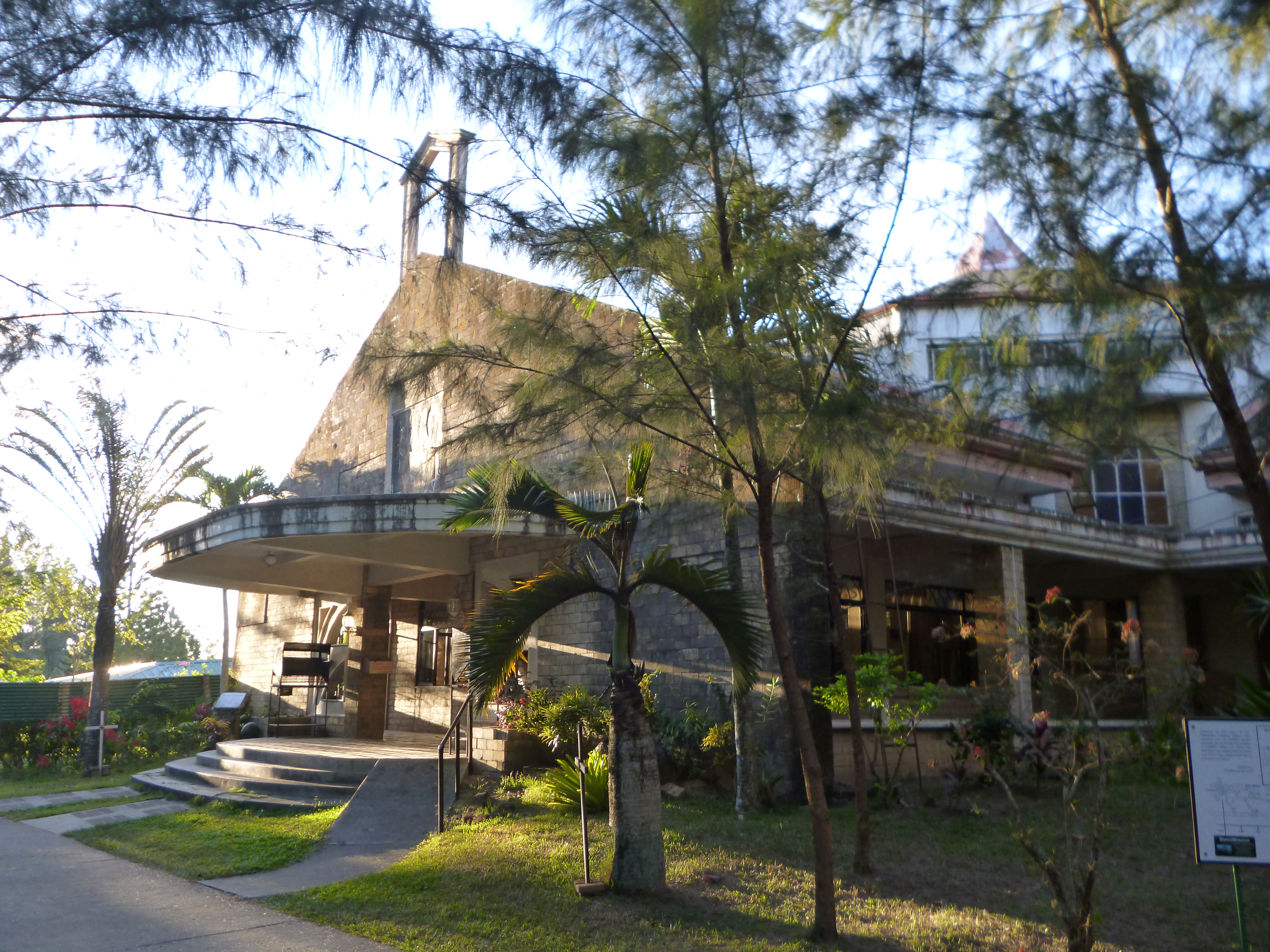
Monastère trappiste Notre-Dame des Philippines

Lors du recensement de 2020, sa population s'élève à 39 566 habitants.

## Géographie
Jordan est l'une des cinq municipalités de Guimaras ; c'est une municipalité côtière, située au centre-ouest de l'île de Guimaras, le long du détroit d'Iloilo (en).
D'une superficie totale de 126,11 kilomètres carrés, Jordan est divisée administrativement en 14 barangays (districts) :
- Alaguisoc
- Balcon Maravilla
- Balcon Melliza
- Bugnay
- Buluangan
- Espinosa
- Hoskyn
- Lawi
- Morobuan
- Poblacion
- Rizal
- San Miguel
- Sinapsapan
- Santa Teresa

## Démographie
| Année | Habitants | Évolution |
| ----- | --------- | --------- |
| 1995  | 25 321    | -         |
| 2000  | 29 745    | 17,47 %   |
| 2007  | 32 524    | 9,34 %    |
| 2010  | 34 791    | 6,97 %    |